# Campus numérique francophone de Cotonou
Pour les articles homonymes, voir CNF.
Le Campus numérique francophone de Cotonou ou CNF de Cotonou au Bénin est hébergé par l'Université d'Abomey-Calavi et fait partie du réseau des campus numériques francophones de l'Agence universitaire de la Francophonie (AUF).

## Présentation
Inauguré le 20 septembre 2002 par Michèle Gendreau-Massaloux, Recteur de l’AUF , le CNF de Cotonou est une plateforme technologique au service du personnel administratif, des enseignants chercheurs et étudiants des établissements membres de l'AUF au Bénin. Il est installé dans un immeuble à un étage jouxtant la bibliothèque de l'Université d'Abomey-Calavi et face au jardin U.

## Les espaces
Le CNF de Cotonou dispose de :
- une bibliothèque permettant aux étudiants, aux chercheurs et aux enseignants de bénéficier de nombreux documents francophones souvent rares;
- une salle de formation dotée de plus d'une vingtaine d'ordinateurs connectés à internet;
- une salle de visioconférence.
- un espace permettant aux usagers d'avoir accès à internet.

## Les services proposés
- Soutien aux projets de formation ouverte et à distance et aux projet TICE;
- Accès à Internet pour les universitaires, les chercheurs, les enseignants et étudiants de toutes disciplines;
- Accès à la documentation scientifique en ligne et à des ouvrages de référence;
- Formation de formateurs et formation des utilisateurs aux TIC et TICE et logiciels libres;
- Accès à des visioconférences scientifiques internationales;
- Soutien à l'insertion professionnelle des jeunes diplômés grâce à des formations et à l'accès à l'information.

## Liste des directeurs depuis sa création
Depuis sa création, le CNF a connu 3 directeurs :
- Jean Tchougbé[3]
- Salifou Abdoulaye[4]
- Stefano K. Amekoudi[5],[6]

## Galerie de photos

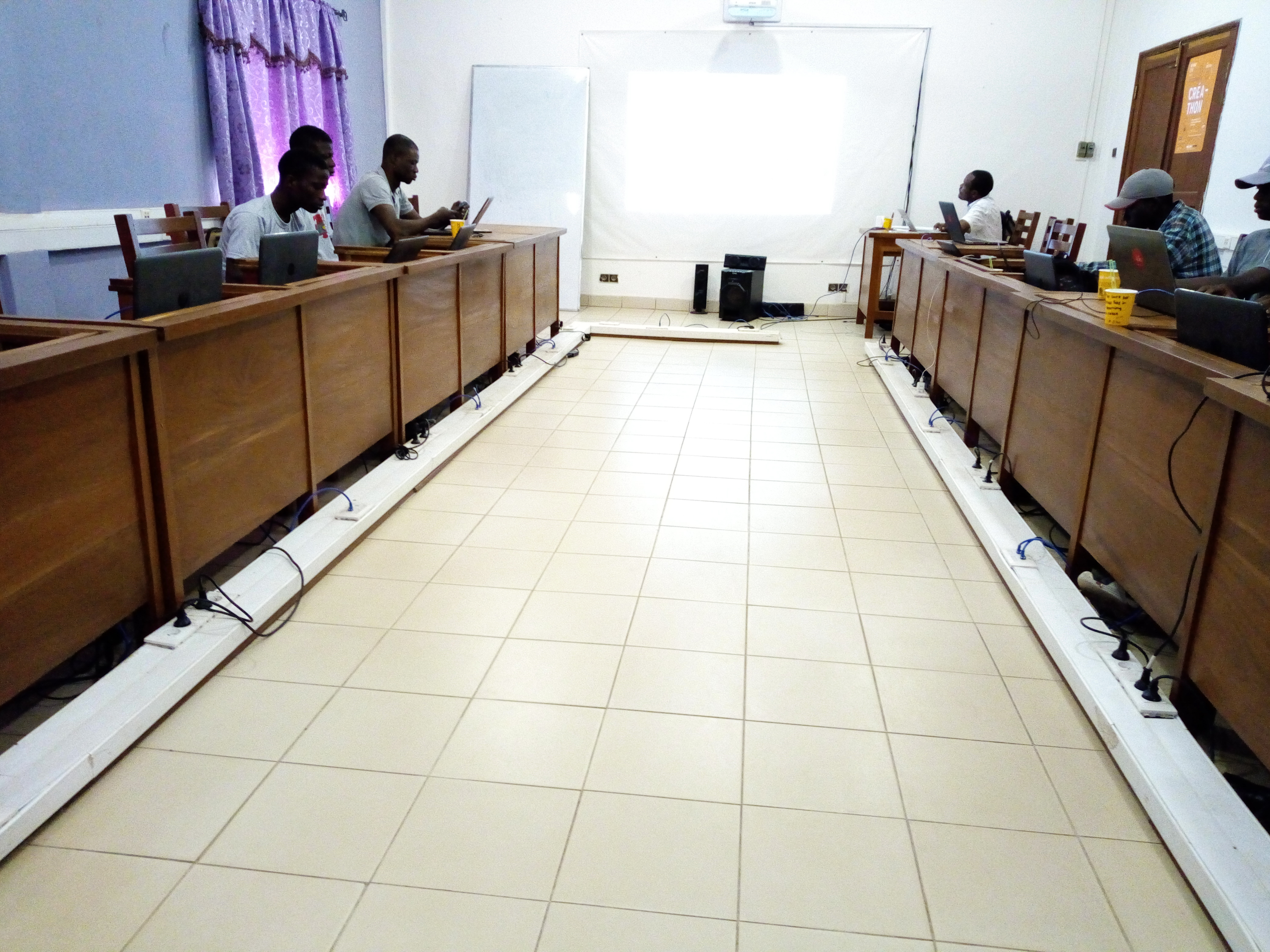
Salle formation du cnfc
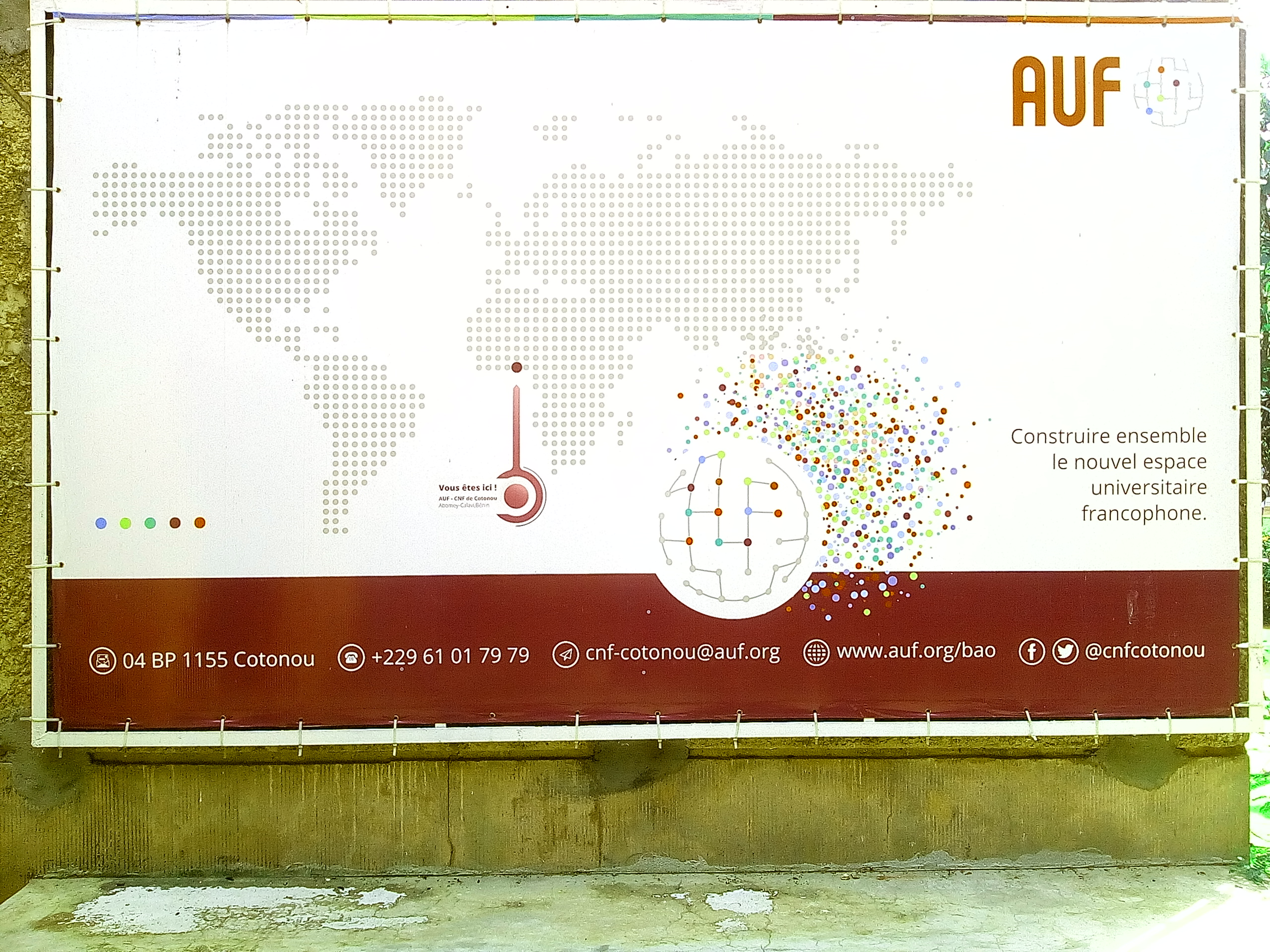
Localisation du campus Numérique Francophone de Cotonou (CNFC)
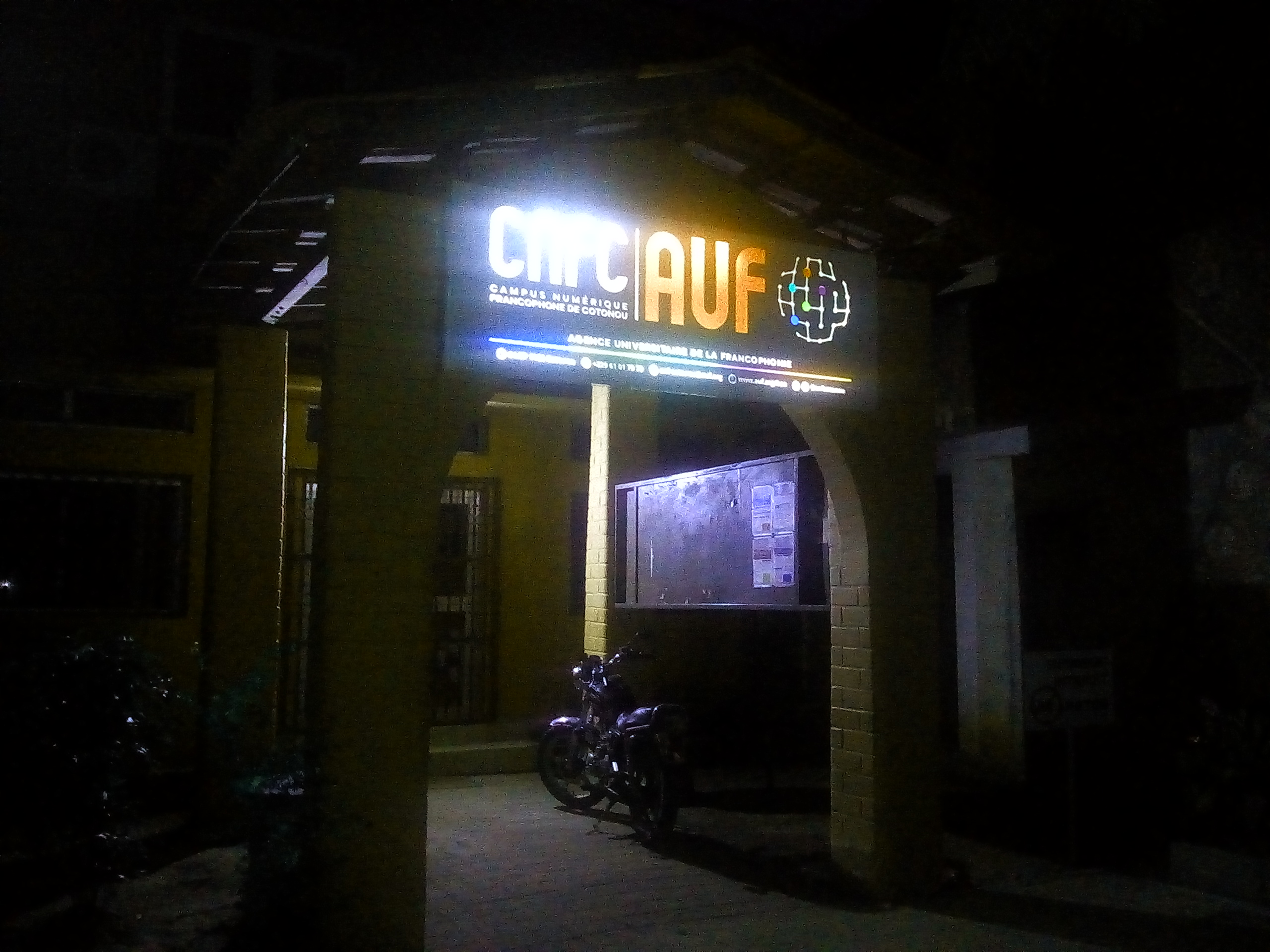
Entrée du campus numérique  francophone de Cotonou vue de nuit
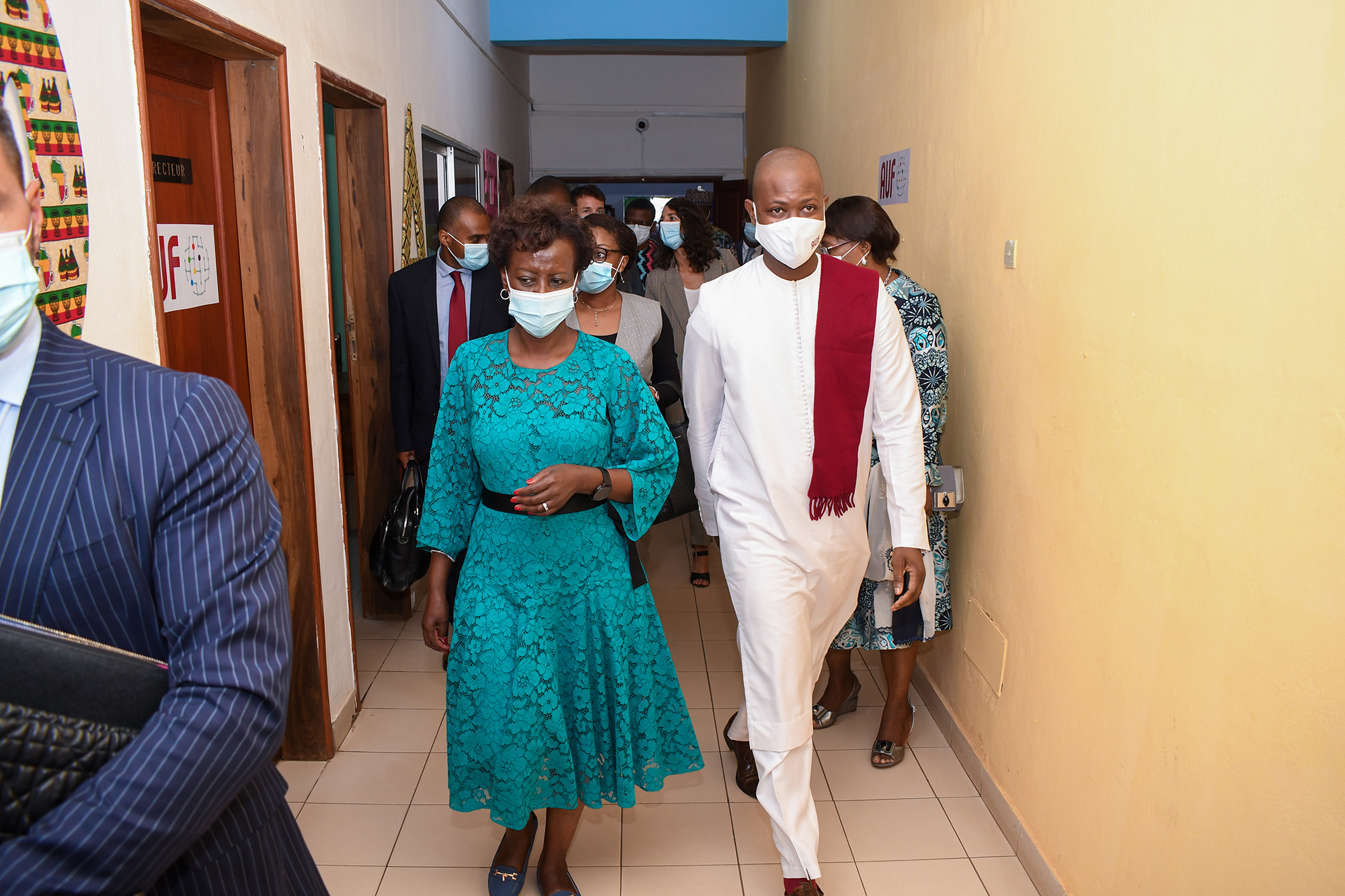
Mushikiwabo et Stéfano Amekoudi au CNFC.
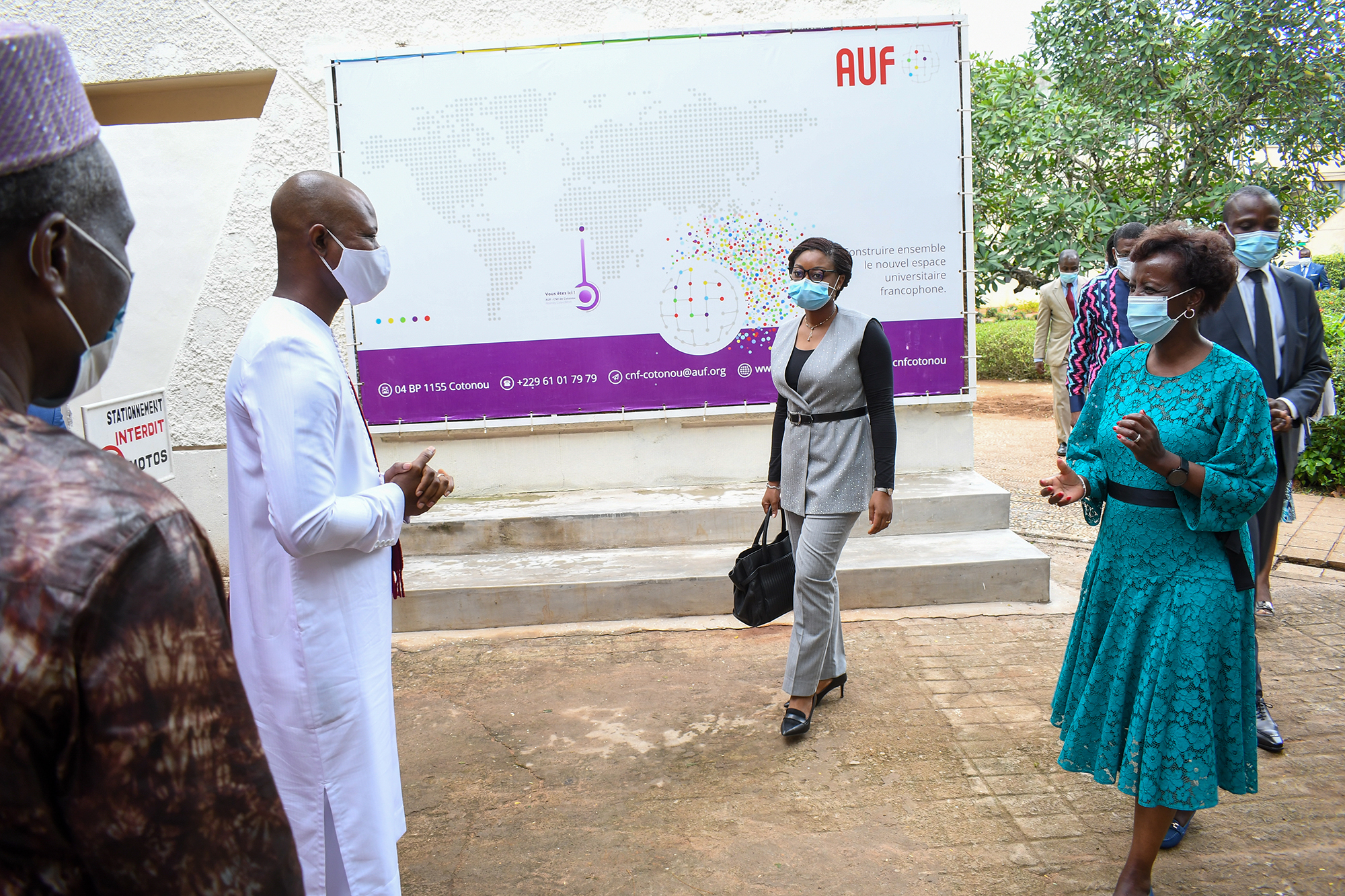
Aurélie Adam Soulé, Louise Mushikiwabo, Stéfano Amekoudi au cnf